# Chaim Kiewe

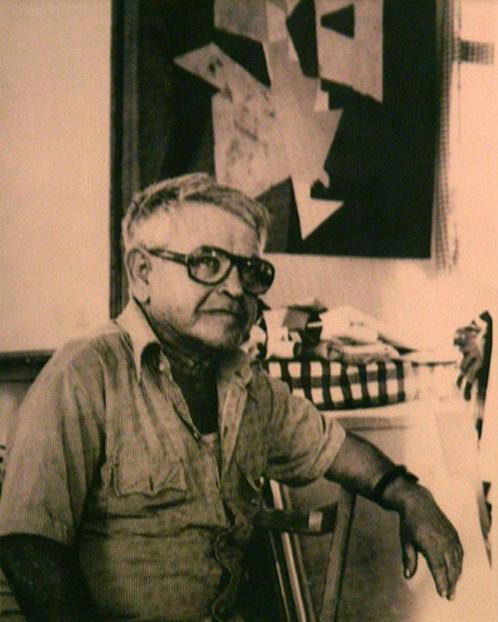
Chaim Kiewe, 1975

Chaim (Egon) Kiewe (* 8. Oktober 1912 in Dlottowen, Ostpreußen; † 12. Mai 1983 in Bat Yam, Israel) war ein bedeutender deutsch-israelischer Maler.

## Frühes Leben
Chaim Kiewe wurde 1912 in Dlottowen (Ostpreußen) als Sohn von Luis Kiewe und Johanna Toller geboren, einer assimilierten jüdischen Familie, welche über einen Gast- und Pferdehof verfügten. Bereits im Jugendalter zog er nach Berlin, wo er die Schule besuchte und seinen Realschulabschluss machte.
Im Jahre 1934 emigrierte er mit der jüdischen Kinder- und Jugendorganisation Alijat Noar nach Israel. Dort kam er in den Kibbuz Na’an. Hier begann er zu malen und zwar autodidaktisch. Seine frühen Werke zeigen Porträts von Kibbutzbewohnern, die umliegenden Landschaften und vieles mehr.
In den 40er Jahren wurde er ein Mitglied der Hagana und wurde 1947 von der britischen Mandatsregierung im Zusammenhang mit Operation Agatha (Black Sabbath) verhaftet. Inhaftiert war er im Gefängnis Rafah. Hier entstand eine Serie von Kohlezeichnungen, welche das Leben der Gefangenen dokumentierte. Nach seiner Entlassung im Jahr 1948, war er während des israelischen Unabhängigkeitskrieges Kompaniekommandant in der Giv’ati-Brigade.

## Leben als Künstler
In den folgenden Jahren kreierte er Bühnenbilder und Kostüme für das Theater. 1950 fand seine erste Vernissage als eigenständiger Künstler in Tel Aviv statt. 1951 folgte eine erste Studienreise nach Paris an die Grande Chaumière Akademie, verbunden mit einer Ausstellung in der Galerie La Galerie in der Rue de Seine.
Ab 1953 gab er, gemeinsam mit den Malern Joseph Zaritsky und Avigdor Steimatzky im Kibbuz Na’an, Kurse in Zeichnen und Malen, welche er später allein weiterführte. In den Jahren 1953–1959 gehörte er zur Künstlergruppe Ofakim Hadaschim („Neue Horizonte“), in der er seine Bilder ausstellte. In den folgenden zehn Jahren wohnte er abwechselnd in Paris und Bat Yam. In Bat Yam leitete er das örtliche Kunstmuseum (Bat Yam Museum). Des Weiteren veranstaltete er eigene, sowie Gruppenausstellungen mit anderen Künstlern unter anderem in Antwerpen, Paris (Salon d’Art Moderne), Brüssel (Museum of Modern Art), New York (Jewish Museum) und in Düsseldorf (Brückengalerie).
1969 nahm er an der Ausstellung im Salon des Réalités Nouvelles in Paris, sowie am internationalen Festival für Maler in Cagnes-sur-Mer, teil. Bis 1970 folgten außerdem weitere Ausstellungen innerhalb der Künstlergruppe Ofakim Hadaschim.
Ab 1969 wohnte er ausschließlich in Bat Jam und stieg dort zu einem geschätzten Lehrer in der Kunsthochschule Bezal’el in Jerusalem auf. Auch im Kunstinstitut Avni in Tel Aviv sowie im Institut für Plastische Kunst in Bat Yam lehrte er. Im Jahr 1974 hatte er eine retrospektive Ausstellung im Tel Aviv Museum, 1982 folgte eine eigene Ausstellung im Israelischen Museum Jerusalem.

## Privat
Chaim Kiewe starb im Jahr 1983 in Bat Yam. Er war verheiratet und hatte drei Kinder. Seine Werke befinden sich zum Teil in Privatbesitz oder sind in öffentlichen Sammlungen in der ganzen Welt zu besichtigen.

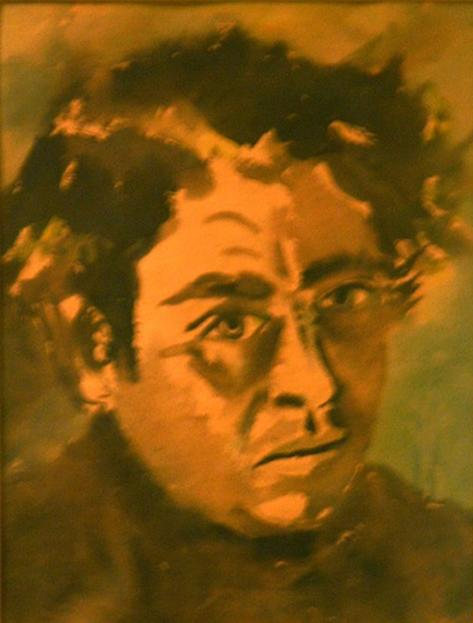
Selbstporträt
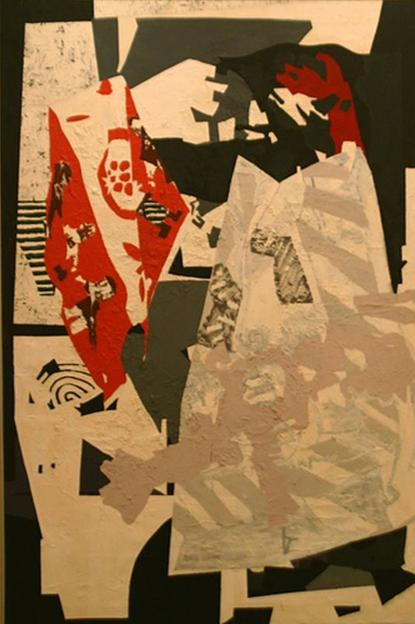
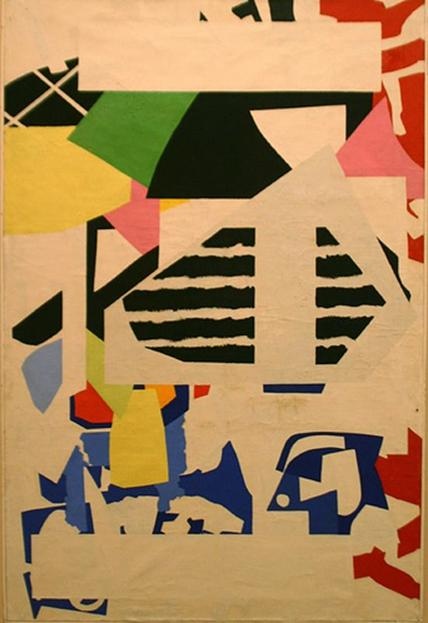
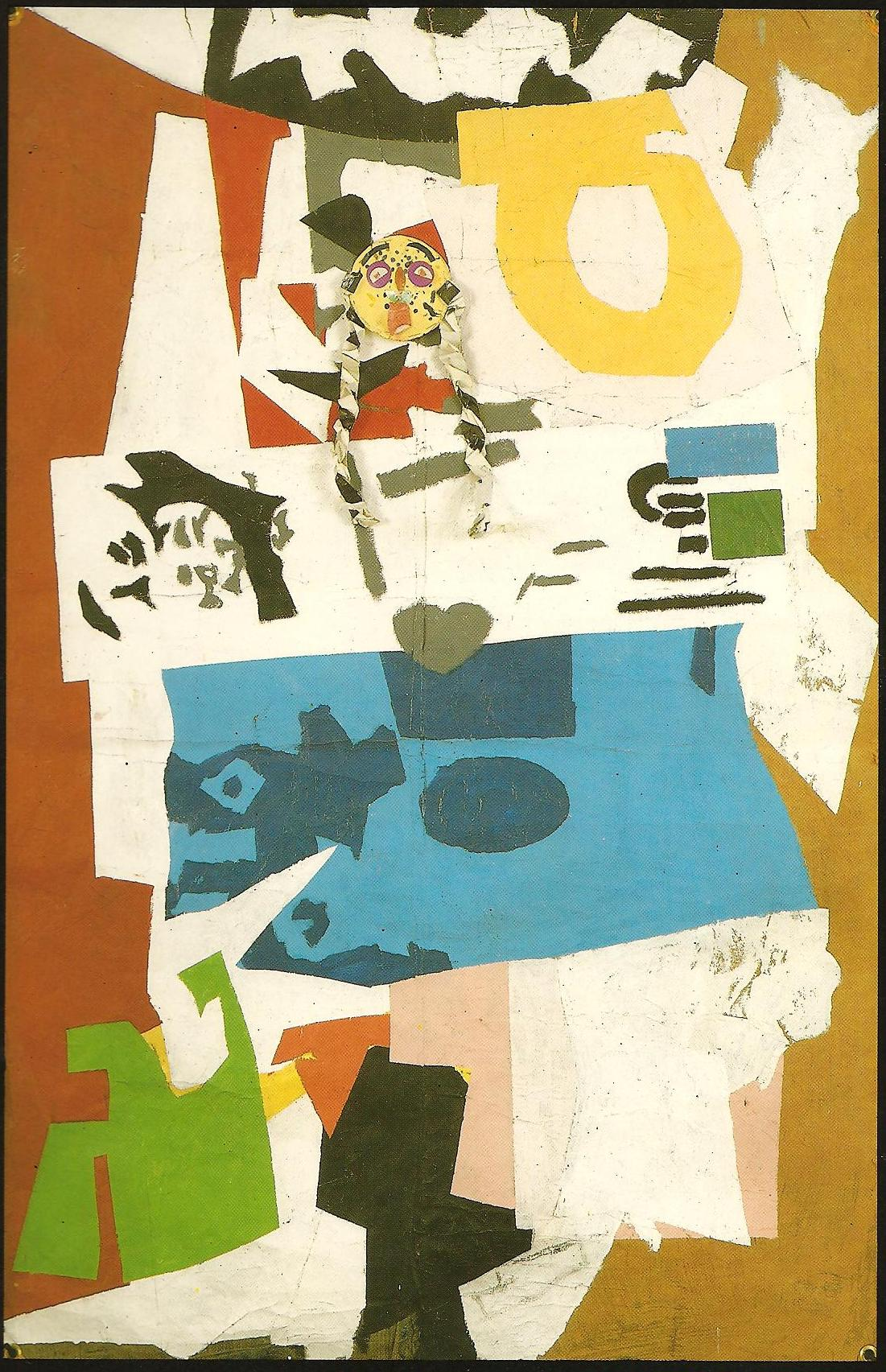
"Petrushka"

## Preise und Auszeichnungen
- 1962 First prize in the "Salon d’Art Moderne" in Paris
- 1963 First prize for an israeli artist in school of Paris Exhibition in the Charpentier Gallery in Paris
- 1969 First prize for an israeli artist in the international Festival of Painting in Cagnes-sur-mer